# Человек с бульвара Капуцинок
«Человек с бульвара Капуцинок» — российская кинокомедия режиссёра Аллы Суриковой, снятая в 2009 году; ремейк и продолжение фильма «Человек с бульвара Капуцинов». Премьерный показ состоялся 8 июля 2010 года.

## Сюжет
Первые годы XXI века. В Россию приехала Маша Фёст (Мария Миронова), внучка Джонни Фёста. Едет она с целью снять хорошее кино. У неё есть деньги — их привозит инкассатор. Для съёмок фильма нужно много денег, но как только местные жулики узнают о сумме, они предпочитают обобрать её и обмануть.

## Отзывы и оценки
Про фильм писали: «Два часа разваливающейся на куски бессвязной истории» (Газета.ру), «Нечто настолько убогое, что и смотреть-то это просто неудобно» (Алекс Экслер), «Бездушный, бездарный, плохой фильм» (BadComedian), «Творения, подобные „Человеку с бульвара Капуцинок“, грозят отвратить публику от продукции отечественных кинематографистов» (All of Cinema).

## В ролях
- Мария Миронова — Маша, внучка мистера Феста
- Алексей Булдаков — Гарик, владелец центра досуга, местный авторитет
- Елизавета Боярская — Катя, дочь Гарика
- Евгений Миллер — Денира
- Андрей Носков — режиссёр
- Игорь Гаспарян — сценарист
- Алексей Панин — Костик, «пимп»—сутенёр
- Марина Голуб — Лара
- Юрий Гальцев — мэр
- Сергей Габриэлян — главный москвич
- Александр Олешко — Сашка
- Николай Фоменко — Смотрящий, местный авторитет
- Максим Коновалов — майор милиции
- Михаил Мишин — строитель-философ
- Александр Адабашьян — строитель-философ
- Леонид Ярмольник — фельдъегерь
- Михаил Боярский — Чёрный Джек

## Съёмочная группа
- Режиссёр: Алла Сурикова
- Сценарист: Эдуард Акопов при участии Сергея Плотова, Аллы Суриковой
- Композитор: Алексей Шелыгин
- Автор текстов песен: Михаил Бартенев
- Оператор-постановщик: Валерий Махнёв
- Художник-постановщик: Екатерина Петрашко